# William Bonin
William George Bonin (n. 8 ianuarie 1947, Willimantic⁠(d), Windham⁠(d), Connecticut, SUA – d. 23 februarie 1996, California, SUA) a fost un criminal în serie și violator american, cunoscut și sub numele de „Ucigașul de pe autostradă”. Înainte de a comite crimele, a fost condamnat de două ori pentru coruperea minorilor. Între 1979 și 1980, Bonin, împreună cu complicii săi, a violat și ucis între 14 și 21 de tineri și băieți. În 1996, a fost executat prin injecție letală.

## Biografie
William s-a născut la 8 ianuarie 1947 în statul Connecticut, fiind al doilea dintre trei frați. Tatăl său era un jucător compulsiv⁠(d) și un alcoolic, care își bătea frecvent soția și copiii. Mama lui William, de asemenea alcoolică, îi lăsa adesea pe el și pe frații săi în grija bunicului lor, cunoscut pentru abuzuri sexuale asupra minorilor. Bonin și frații săi, care practic creșteau fără supraveghere, erau frecvent hrăniți de vecini. În 1953, William a fost plasat într-un orfelinat, unde a rămas până la vârsta de nouă ani.
La vârsta de zece ani, William a fost arestat pentru furtul unor plăcuțe de înmatriculare și trimis într-un centru de detenție pentru minori. Acolo a fost supus abuzurilor sexuale din partea copiilor mai mari. Revenit acasă, William a început să hărțuiască copiii mai mici decât el.
După liceu, s-a logodit cu o tânără, dar ulterior s-a înrolat în Forțele Armate ale SUA, servind în cadrul Forțelor Aeriene Americane și a luptat înVietnam în calitate de mitralior aerian⁠(d). În total, a acumulat peste 700 de ore de misiuni de luptă, fiind decorat cu Medalia pentru Conduită Exemplară. În timpul serviciului său în Vietnam, într-un incident, Bonin riscându-și viața, a salvat viața unui camarad.Cu toate acestea, ulterior a fost implicat într-un incident în care a încercat să abuzeze sexual doi soldați, amenințându-i cu o armă de foc. În octombrie 1968, a fost eliberat din Forțele Aeriene și s-a întors în Connecticut. După o scurtă căsătorie încheiată prin divorț, Bonin s-a mutat în California.
La 17 noiembrie 1968, William Bonin, pe atunci în vârstă de 21 de ani, a comis un atac cu scopul de a viola un tânăr. Între sfârșitul anului 1968 și începutul anului 1969, a răpit și [abuz sexual|abuzat sexual]] alți patru băieți, cu vârste cuprinse între 12 și 18 ani. În 1969, la vârsta de 23 de ani, Bonin a fost arestat pentru prima dată, fiind acuzat de cinci cazuri de răpire și patru cazuri de abuz sexual asupra unor adolescenți. Acesta și-a recunoscut vina și a fost internat la Spitalul de Stat Atascadero ca violator cu tulburări psihice considerat „reeducabil”. Totuși, în 1971, a fost transferat în închisoare cu evaluarea de „irecuperabil”. 
În mai 1974, după ce medicii au concluzionat că nu mai reprezintă un pericol pentru societate, Bonin a fost eliberat. Cu toate acestea, după doar șaisprezece luni, a fost încarcerat din nou pentru răpirea și violul unui băiat de 14 ani, David McVicker, amenințat cu o armă de foc, și pentru o tentativa de abuz asupra unui alt adolescent. În închisoarea din Orange County,el urma să își petreacă o pedeapsă cuprinsă între un an și cincisprezece ani.
Cu toate acestea, în octombrie 1978, Bonin a fost eliberat din nou, având un termen de probă de 18 luni. S-a angajat ca șofer de camion, a închiriat o locuință în Downey și chiar a început o relație cu o femeie. În 1979, a fost arestat din nou pentru hărțuirea unui tânăr. Aceasta ar fi însemnat o nouă întoarcere în închisoare, dar dintr-o eroare administrativă a fost din nou eliberat. Un prieten apropiat, care l-a transportat pe Bonin de la secția de poliție din Orange acasă, avea să declare ulterior că acesta i-a spus: „Nimeni nu va mai depune mărturie împotriva mea. Așa ceva nu mi se va mai întâmpla niciodată”.

## Seria crimelor
De obicei, William Bonin își alegea victimele dintre băieți care făceau autostop, elevi sau tineri care practicau prostituția. Toate victimele, cu vârste cuprinse între 12 și 19 ani, fie se urcau de bunăvoie, fie erau forțate să intre în furgoneta sa Chevrolet. După imobilizarea mâinilor la spate, victimile erau violate, torturate și apoi ucise, de obicei prin strangulare cu propriile tricouri, deși unele dintre ele au fost înjunghiate sau bătute până la moarte. Una dintre victime, Darin Kendrick, a fost forțată să bea acid sulfuric; altora, cum ar fi doi tineri, li s-a înfipt în urechi un cuțit pentru spart gheața, iar Mark Shelton a murit din cauza șocului dureros.
De regulă, victimele erau ucise în interiorul furgonetei lui Bonin, iar majoritatea cadavrelor erau abandonate pe marginea diferitelor drumuri din sudul Californiei. În cel puțin treisprezece dintre crime, Boni a fost însoțit de unul dintre cei patru complici cunoscuți de anchetatori.
Prima victimă pentru care Boni a fost acuzat de omor a fost Thomas Lundgren, un adolescent de 14 ani care făcea autostop. În dimineața zilei de 28 mai 1979, băiatul a fost răpit, violat și ucis. Corpul său a fost găsit lângă un drum din apropierea orașului Agoura Hills. Autopsia a relevat că fusese castrat, strangulat și că prezentase urme de lovituri cu un obiect contondent și răni de cuțit. Bonin a comis această crimă împreună cu primul său complice, Vernon Butts, suspectat de participare la cel puțin alte nouă crime comise de Bonin.
La trei luni distanță, pe 4 august 1979, Bonin și Batts au răpit și ucis pe Mark Shelton, un tânăr de 17 ani din Westminster, iar a doua zi au avut aceeași soartă Marcus Grabs, un student din Germania de Vest, care se afla în Statele Unite ale Americii în cadrul unui program de schimb de studenți. Trupul lui Grabs a fost găsit lângă autostrada Malibu, cu peste 70 de răni prin înjunghiere și tăiere. Pe 27 august, Bonin și Batts au răpit și ucis pe Donald Hyden, un tânăr de 15 ani din Hollywood, și au abandonat trupul lui într-un container de gunoi lângă autostrada Ventura. Între septembrie și decembrie 1979, Bonin a mai ucis alți cinci tineri, acționând singur sau împreună cu Batts sau cu un alt complice, James Munro, care l-a ajutat pe Bonin să-l omoare pe Dennis Frank Fox, un tânăr de 17 ani.
Pe 1 ianuarie 1980, Bonin a ucis cu brutalitate un adolescent de 16 ani, pe nume Michael McDonald, ale cărui rămășițe au fost găsite două zile mai târziu în comitatul San Bernardino. O lună mai târziu, pe 3 februarie, în Hollywood, Boni, cu ajutorul lui Gregory Miley, a răpit și ucis un băiat de 15 ani, Charlie Miranda. Victima a fost forțată să-i predea portofelul lui Bonin, după care, sub amenințare, a fost violat, inclusiv cu ajutorul unor obiecte străine, și în final strangulat; trupul său gol a fost aruncat într-un șanț. La scurt timp după aceea, Bonin i-a propus lui Miley: „Sunt excitat. Hai să găsim încă unul.” În aceeași zi, la câteva ore distanță, ei au răpit, violat și ucis pe James McCabe, un tânăr de 12 ani, care a devenit cea mai tânără victimă a lui Bonin. McCabe a fost luat din drum, în timp ce încerca să ajungă la Disneyland cu autostopul. Conform mărturiei lui Miley, băiatul a urcat singur în spatele furgonetei, în timp ce Miley era la volan, și apoi a auzit strigătele de ajutor ale lui McCabe, în timp ce Bonin îl bătea și îl viola. În final, Bonin l-a strangulat pe McCabe cu o bară metalică, iar Miley a sărit de mai multe ori pe toracele victimei. Trupul gol al lui McCabe, cu urme de violență, a fost găsit trei zile mai târziu într-un container de gunoi din orașul Walnut.
Până pe 14 martie, Bonin nu a mai comis crime. În acea zi, el a ucis pe Ronald Gatlin, un tânăr de 18 ani din cartierul Van Nuys din Los Angeles. Până la sfârșitul lunii, el a mai ucis trei băieți. Pe 10 aprilie, Bonin a ucis doi tineri în aceeași zi. Trei săptămâni mai târziu, pe 29 aprilie, în Stanton, a atras un angajat de supermarket de 19 ani, Darin Kendrick, în furgonul său parcat în fața magazinului unde lucra Kendrick. Bonin l-a forțat pe Kendrick să bea acid sulfuric, iar Batts i-a înfipt un cuțit de gheață în ureche. Trupul lui Kendrick a fost găsit lângă autostrada Artesia.
Pe 19 mai, Bonin l-a cerut din nou lui Butts să-l însoțească, dar acesta a refuzat, și Bonin a plecat la „vânătoare” singur. Victima lui a fost Sean King, un tânăr de 14 ani din South Gate, ale cărui rămășițe au fost găsite ulterior în orașul Yucaipa. După aceea, Bonin s-a dus acasă la Batts pentru a se lăuda.
La începutul anului 1980, crimele comise de „ucigașul de pe autostradă”, așa cum a fost numit de presă, au atras o atenție semnificativă din partea mass-mediei. Pe 29 mai, unul dintre cunoștințele lui Bonin, un adolescent pe nume Billy Pugh, care era închis pentru furt de mașină, a auzit la radio detalii despre seria de crime și a presupus că Bonin ar putea fi responsabil. Pugh și-a împărtășit suspiciunile cu poliția, iar având în vedere trecutul întunecat al lui Boni și acuzațiile sale anterioare de viol asupra adolescenților, s-a decis să fie pus sub observație.
Supravegherea a început pe 2 iunie 1980. În aceeași zi, Bonin a comis ultima sa crimă. Victima sa a fost Steven Wells, un tânăr de 18 ani care lucra într-o tipografie, pe care maniacul l-a ridicat de la o stație de autobuz pe bulevardul El Segundo din Los Angeles. Bonin l-a bătut, violat și strangulat pe Wells cu propriul său tricou chiar în apartamentul său. În această crimă, el a fost ajutat de James Munro, iar pentru a scăpa de cadavru, s-a folosit de Vernon Butts și același Monroe.
Pe 11 iunie, după o supraveghere de nouă zile, poliția a observat cum Bonin a încercat să ia de pe stradă cinci adolescenți diferiți, și în final a reușit să convingă unul dintre ei să urce în furgoneta lui. Polițiștii l-au urmărit până când furgoneta s-a oprit pe o parcare izolată, unde l-au arestat în mijlocul atacului asupra pasagerului său de 15 ani, cunoscut în dosar ca „Harold T”.

## Victime
Bonin și celor patru complici cunoscuți de anchetă au fost acuzați de 14 omoruri comise între 5 august 1979 și 2 iunie 1980, deși lui Bonin i-au fost imputate și alte două crime pentru care a fost achitat de tribunalul din comitatul Los Angeles. Dintre aceste crime, 10 au fost comise pe teritoriul comitatului Los Angeles, iar celelalte patru în comitatul vecin Orange. Totuși, „ucigașul de pe autostradă” este suspectat de a fi comis cel puțin 21 de crime. 
- În nouă episoade ale cazului (cu Lundgren, Shelton, Grabs, Hyden, Murillo, Wirostek, Kendrick, Wells și John Doe, al cărui cadavru a fost găsit în comitatul Kern în noiembrie 1979), Bonin a fost asistat principalul său complice, Vernon Batts, un muncitor de 22 de ani, care potrivit lui Bonin, a fost un ajutor extrem de activ.

- Gregory Matthew Miley, în vârstă de 19 ani, l-a ajutat pe Bonin la crimele comise pe 3 februarie: Miranda și McCabe. Apoi, în martie 1980, Miley s-a întors acasă în Houston.
- James Michael Munro a ajutat pe ucigaș în alte două episoade: Dennis Frank Fox și Steven Wells. A doua zi după arestarea lui Bonin, Munro a fugit înapoi în orașul său natal în Michigan.
- După arestarea ucigașului, în timpul anchetei, s-a stabilit că William „Billy” Pugh, un prieten de 18 ani al lui Bonin,[24] care a informat poliția că Bonin ar putea fi „ucigașul de pe autostradă”, îl cunoștea de fapt pe maniac mai bine decât se presupusese inițial. Ulterior, poliția a reușit să dovedească că Pugh a fost complicele lui Bonin în una dintre crime. Este vorba despre cazul lui Harry Turner, un băiat de 15 ani din Lancaster, care a fugit de acasă și a fost torturat pe 20 martie 1980.[25]
- Bonin nu a fost judecat pentru omorurile lui Mark Shelton, Robert Wirostek, Michael McDonald și a celor doi „John Doe”, ale căror cadavre au fost găsite în 1979, deoarece poliția nu a reușit să strângă suficiente dovezi pentru a stabili legătura directă a lui Bonin cu fiecare dintre aceste crime. În cursul anchetei, în octombrie 1980, poliția i-a învinuit pe Bonin și Batts pentru uciderea unuia dintre „John Doe” și a autostopistului Mark Duane Shelton, precum și a lui Darin Kendrick. Episodul lui Shelton a fost ulterior legat de activitatea „ucigașului de pe autostradă” după ce cadavrul său a fost descoperit în august 1979, la fel ca și episoadele lui Darin Kendrick și ale celor doi „John Doe”. Wirostek, care a dispărut pe drumul spre muncă pe 17 septembrie 1979, nu a fost considerat o victimă a „ucigașului de pe autostradă” până când trupul său nu a fost găsit și identificat în iulie 1980.[26]
- La trei luni după ce toate acuzațiile au fost formulate împotriva fiecărui inculpat, Vernon Batts s-a sinucis, făcând astfel declarațiile sale inacceptabile pentru tribunal în aceste trei episoade. Prin urmare, poliția a decis să nu-l urmărească pe Bonin pentru aceste trei crime, deși existau suficiente dovezi materiale în cazul lui Darin Kendrick - omor pentru care Bonin a fost ulterior găsit vinovat.
- Bonin a fost acuzat, dar nu a fost pedepsit pentru uciderea lui Sean King și Thomas Lundgren, ambii în vârstă de 14 ani, deși a recunoscut ambele crime.

## Mărturisire
În închisoare, Bonin a recunoscut că a răpit, violat și ucis 21 de băieți și tineri, numindu-l pe Batts ca fiind complicele său cel mai apropiat. Poliția îl suspecta că el ar fi fost implicat în aproximativ 15 alte crime. Între 26 și 29 iulie 1980, a fost acuzat pentru 16 omoruri, pentru care existau mărturisiri și dovezi suficiente pentru a obține un verdict de vinovăție. Bonin nu a arătat niciun semn de remușcare și a spus unui reporter care l-a întrebat ce ar fi făcut dacă ar fi fost încă în libertate: „Aș continua să ucid. Nu aș putea să mă opresc din ucis. Era din ce în ce mai ușor cu fiecare dată.”
Pe baza mărturisirilor lui Bonin, pe 25 iulie, poliția l-a arestat pe Vernon Batts și i-a adus acuzarea de complicitate la cinci crime. Mai târziu, i-au fost adăugate și acuzări pentru alte patru crime, comise între 5 august 1979 și 29 aprilie 1980. Pe 31 iulie, în Michigan, a fost arestat James Munro, acuzat de uciderea lui Steven Wells, iar pe 22 august în Texas a fost arestat Gregory Miley, care a fost acuzat de complicitate la uciderea lui Charles Miranda și James McCabe.
Toți trei, Batts, Miley și Munro, au acceptat să depună mărturie împotriva lui Bonin, în schimbul anulării pedepsei cu moartea pentru ei.

## Proces
Pe 5 noiembrie 1981, William Bonin a fost judecat în fața tribunalului din comitatul Los Angeles, fiind acuzat de douăsprezece omoruri, ale căror cadavre au fost găsite în comitat. Adjunctul procurorului districtual Stirling Norris, care a condus cazul lui Bonin, a cerut pedeapsa cu moartea pentru fiecare episod, spunând în discursul său de deschidere în fața juraților:
„Vom dovedi că el este „Ucigașul de pe Autostradă”, deoarece el însuși s-a lăudat în fața multor martori. Vom demonstra că el s-a bucurat de crime. Și nu numai că s-a bucurat și a plănuit să se bucure, dar are o nevoie insațiată, un apetit nemăsurat - și nu numai pentru sodomie, ci și pentru ucidere”
Miley și Munro au depus mărturie împotriva lui Bonin în acest proces. Numeroase dovezi, cum ar fi urme de sânge, spermă, păr și fragmente de covor din interiorul furgonului, indicau implicarea lui Bonin în aceste crime. Expertiza medicală a arătat că șase dintre victime au fost strangulate prin o metodă specifică de învârtire, pe care Stirling Norris a numit-o „stilul său caracteristic”. Procesul a durat până pe 5 ianuarie 1982. După șase zile de deliberare, juriul l-a găsit pe Bonin vinovat de zece crime, iar în alte două cazuri (episoadele cu Thomas Lundgren și Sean King) urmărirea penală a fost suspendată. În cele din urmă, Bonin a fost condamnat la moarte pentru zece omoruri. 
În cazul lui Sean King, Bonin a fost achitat deoarece, în decembrie 1980, a indicat poliției locul unde se afla cadavrul victimei, în schimbul faptului că trupul lui King nu va fi folosit împotriva lui în proces. În episodul cu Thomas Lundgren, acuzațiile au fost retrase, deoarece Bonin a preferat să nu discute despre această crimă specifică în procesul său.
Începând cu martie 1983, cazul lui Bonin a fost examinat în comitatul Orange pentru acuzații de ucidere a altor patru victime, ale căror cadavre au fost găsite între decembrie 1979 și aprilie 1980. Pe 26 august 1983, el a fost găsit vinovat pentru toate capetele de acuzare, primind a doua sa condamnare la moarte.
- Principalul complicele al lui Bonin, Vernon Batts, a fost acuzat de complicitate la cel puțin șase crime, dar s-a spânzurat cu un prosop pe 11 ianuarie 1981, înainte de a fi judecat. Batts a declarat poliției că l-a cunoscut pe Bonin la începutul anului 1979 și a început să petreacă mult timp cu el. Conform declarațiilor lui Batts, prima crimă la care a participat a avut loc în noaptea de 22 iulie 1979, după care a fost implicat în alte câteva omoruri, fiind sub influența hipnotică a lui Bonin. Vernon Batts a declarat că, începând cu mai 1980, nu a mai participat la crime. Ultima victimă, Steven Wells, a fost, conform declarațiilor lui Batts, a 21-a victimă a lui Bonin. Seria de crime a fost numită de către Batts „un mic coșmar plăcut”[33].
- Gregory Miley, un muncitor de 19 ani din Texas, a fost condamnat la o pedeapsă cuprinsă între 25 de ani de închisoare și închisoare pe viață pentru uciderea, în februarie 1980, a lui Charles Miranda, în vârstă de 15 ani.
- James Munro, după ce și-a recunoscut vinovăția, a fost condamnat la o pedeapsă cuprinsă între 15 ani și închisoare pe viață pentru uciderea lui Steven Wells. Munro a depus în mod regulat apeluri, susținând că a fost înșelat în cadrul înțelegerii cu justiția.
- Al patrulea complice al lui Bonin, Billy Pugh, în vârstă de 18 ani, care a fost martor la omorul lui Harry Turner, un băiat de 15 ani, în martie 1980, a primit o pedeapsă de șase ani pentru omor intenționat.

## În închisoare
În următorii paisprezece ani, Bonin a stat în celula de condamnare la moarte a închisorii San Quentin, așteptând execuția prin gaz. Toți acești ani, el a locuit într-o celulă separată, cu o lățime de 1,2 metri și o lungime de 2,7 metri, cu toaletă, chiuvetă și televizor. Dușul era situat în coridor. Ca și în cazul tuturor condamnaților la moarte, viața lui Bonin era reglementată printr-un program strict: între orele 8:00 și 13:00, el putea ieși liber din celulă și se putea îndrepta spre Curtea numărul 4, una dintre cele șase curți pentru deținuții condamnați la moarte din Blocul Est al închisorii, unde putea face exerciții, juca diverse jocuri de masă sau pur și simplu comunica cu alți deținuți. Curtea nr. 4 era rezervată pentru cei mai periculoși, conform ierarhiei neoficiale a condamnaților la moarte: ucigașii de copii și violatorii. Aceștia erau plasați împreună pentru a-i proteja de alți deținuți. Curtea dispunea de un teren de sport, un coș de baschet și o masă pătrată din oțel inoxidabil cu scaune metalice. În timp ce se afla în închisoare, Bonin s-a pasionat de jocul de bridge. În decurs de mai mulți ani, partenerii săi de joc au fost trei cunoscuți criminali în serie, cum ar fi Lawrence Bittaker, Doug Clark și Randy Kraft. În ciuda faptului că toți au ucis tineri, relațiile dintre ei nu au fost bune, Bonin îl detesta pe Kraft și era adesea ținta ironiei din partea lui Clark. Bonin prefera să joace în echipă cu Bittaker, cu care a stabilit relații excelente. În total, acest grup avea la activ 49 de crime dovedite. De-a lungul detenției sale, Boni a depus numeroase apeluri referitoare la soarta sa, toate fiind respinse. Ultima dintre ele a fost primită de Curtea de Apel a Statelor Unite în octombrie 1994, care a fost respinsă pe 28 iunie 1995.
În 1992, după execuția lui Robert Alton Harris, statul California a ales să aplice injecția letală ca metodă alternativă de execuție în camera de gaz, caracterizând această din urmă metodă ca fiind „cruzime și neobișnuită” în aplicarea pedepsei capitale.
- Gregory Miley, după ce a petrecut 25 de ani în închisoare, a depus mai multe cereri pentru eliberare condiționată. Ultima audiere a avut loc în octombrie 2014, dar i s-a refuzat eliberarea și i s-a interzis să depună cereri până în 2019[37]. Pe 23 mai 2016, Gregory Miley a fost atacat de un alt deținut în închisoare și a fost bătut, din cauza rănilor suferite, a decedat pe 25 mai 2016.[38]
- James Munro a primit dreptul de a cere eliberare condiționată încă din aprilie 1989, dar cererea sa a fost respinsă. Ulterior, Munro a mai depus alte opt cereri pentru eliberare, dar toate audierile s-au soldat cu refuzuri, având în vedere că acesta amenința că va relua crimele dacă ar fi eliberat.[39] Următoarele audieri au avut loc în august 2014, dar i s-a refuzat din nou eliberarea și i s-a interzis să depună cereri în următorii 15 ani. Astfel, el va putea depune cerere de eliberare condiționată abia în 2029, când va avea 68 de ani[40].
- Ultimul complice cunoscut al lui Bonin, William Ray Pugh, a executat 6 ani și a fost eliberat la mijlocul anilor 1980[41]. Soarta sa ulterioară este necunoscută.

În anii 2000, Departamentul de Poliție din California a încercat să utilizeze rezultatele expertizei ADN ale probelor de sânge, salivă și alte lichide biologice pentru a stabili numărul real de victime ale lui William Bonin și să dovedească implicarea sa în alte crime împotriva adolescenților, în cazul căror vinovatul nu fusese identificat. Cu toate acestea, toate încercările s-au dovedit a fi fără succes, deoarece s-a constatat că, după moartea lui Bonin, dosarul său judiciar, probele de sânge, spermă, salivă și alte dovezi materiale din toate cazurile sale penale au fost distruse, iar trupul lui Bonin nu a fost supus autopsiei după execuție. Încercarea de a obține o probă de ADN de la Vernon Batts nu a fost nici ea încununată de succes. Corpul lui Batts a fost supus autopsiei după sinucidere, iar o probă de sânge a fost prelevată și păstrată mult timp în arhivele departamentelor de poliție din Los Angeles și comitatul Orange. Cu toate acestea, în 2010, s-a constatat că proba de sânge a lui Vernon Batts a fost distrusă de către angajații organelor de drept, ceea ce a făcut imposibilă stabilirea numărului real de victime ale lui William Bonin și a complicilor săi.

## Execuția
Abia pe 23 februarie 1996, la 16 ani după arestarea sa, a fost executat prin injecție letală în vechea cameră de gaz a închisorii San Quentin. El a devenit primul om din istoria Californiei care a fost executat prin injecție letală.
În ultimul său interviu, acordat unei stații de radio locale, cu mai puțin de 24 de ore înainte de execuția sa, Bonin a declarat că a „găsit liniștea” înainte de moarte. Când a fost întrebat dacă are ceva de spus familiilor victimelor sale, Bonin a spus doar: „Ei cred că moartea mea va fi sfârșitul, dar nu este așa. Vor realiza acest lucru în curând”.

În ziua execuției, la ora 18:00, Bonin a fost transferat din celula sa într-o cameră specială pentru condamnați la moarte, unde a comandat ultima sa cină, care a inclus două pizza mari, trei pinte de înghețată și trei cutii de câte șase sticle de Coca-Cola. În ultimele sale cuvinte, rostite în fața gardienilor cu o oră înainte de execuție, programată pentru miezul nopții, Bonin a declarat din nou că nu simte remușcări pentru crimele sale și a lăsat următoarea înregistrare în protocol:
„Simt că pedeapsa cu moartea nu este răspunsul la problemele stringente. Consider că transmite un mesaj greșit oamenilor din această țară. Tinerii procedează așa cum văd că procedează alți oameni, și nu așa cum li se prescrie. Voi da un sfat. Dacă cineva plănuiește ceva serios împotriva legii, înainte de a face acest lucru, ar trebui să meargă într-un loc liniștit și să se gândească bine”
La momentul execuției, Bonin avea 49 de ani. După moarte, corpul lui Bonin a fost incinerat, iar cenușa sa a fost împrăștiată în golful San Francisco, aproape de închisoarea San Quentin, deoarece niciunul dintre membrii familiei sale nu a întreprins măsuri pentru a revendica corpul său după execuție.

## Reflectarea în cultură
În filmul Virtuosity (1995) unul dintre prototipurile SID 6.7 este William Bonin.
Pe 16 februarie 2010, compania de film Image Entertainment a lansat filmul artistic «Freeway Killer» bazat pe biografia lui Bonin, regizat de John Murlowski după un scenariu de David Birke. Rolul criminalului în serie a fost interpretat de Scott Leith.

## Alți „ucigași de pe autostradă”
În iulie 1977, cu trei ani înainte de arestarea lui Bonin, a fost arestat Patrick Kearney, care călătorea pe drumurile din sudul Californiei, alegându-și victimele dintre tineri de pe marginea drumului. El arunca de asemenea cadavrele la marginea drumului, multe dintre victimele sale fiind dezmembrate și aruncate în saci de gunoi.
În ciuda arestării lui William Bonin, trupurile tinerilor au continuat să fie găsite pe lângă autostrăzile din sudul Californiei, ceea ce a făcut poliția să suspecteze că el avea și alți complici care erau încă activi. Cu toate acestea, crimele ulterioare s-au dovedit a fi fost comise de Randy Steven Kraft, arestat în mai 1983, care a acționat complet separat de Bonin, dar, după cum s-a dovedit, într-un mod similar. Printre victimele lui Kraft se numărau în principal soldați, care erau drogati înainte de a fi omorâți.
Astfel, victimele celor trei criminali în serie independenți pot fi estimate la aproximativ 130 de persoane.